# Татарський дуб
Татарський дуб — ботанічна пам'ятка природи, розташована в  Шевченківському районі м. Києва по вулиці Нагірній, 12. Заповіданий у квітні 2009 року (рішення Київради від 23.04.2009 №326/1382).

## Опис
Татарський дуб — дерево дуба черещатого віком 300 років. Висота дерева 25 м. На висоті 1,3 м дерево має в охопленні 3,9 м.

## Галерея

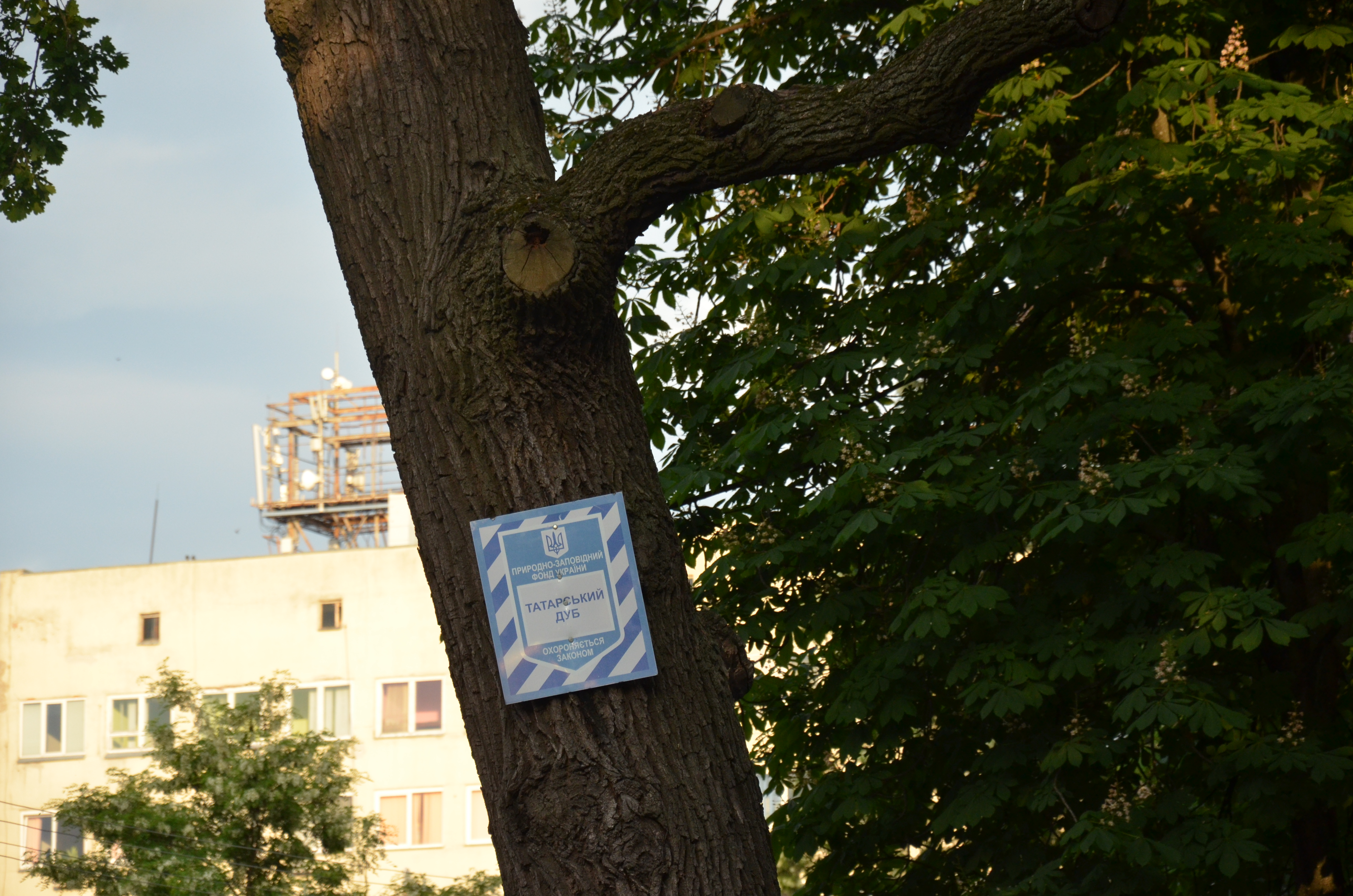
Татарський дуб. Охоронна табличка. 23 травня 2019 року
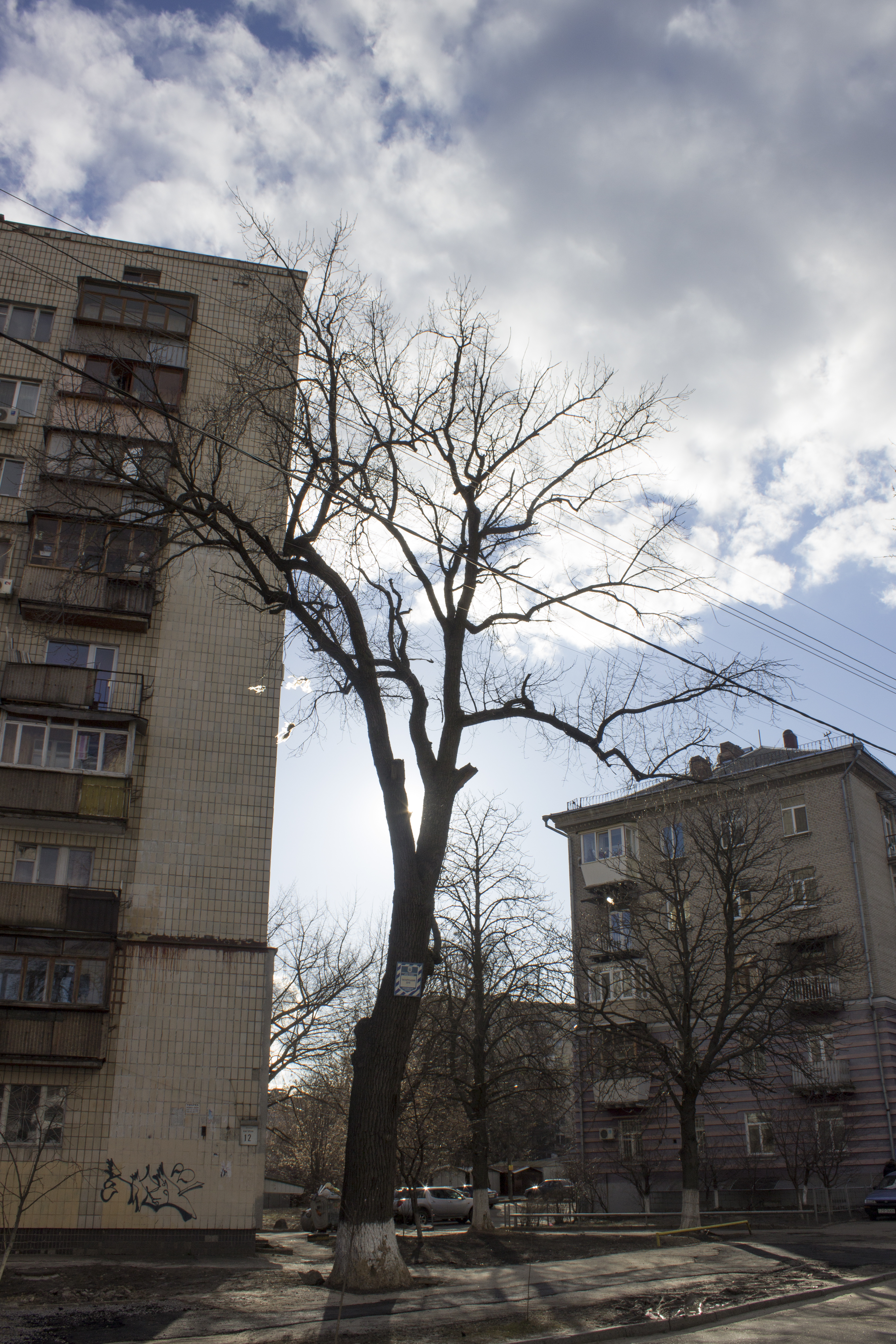
Татарський дуб. 5 березня 2015 року
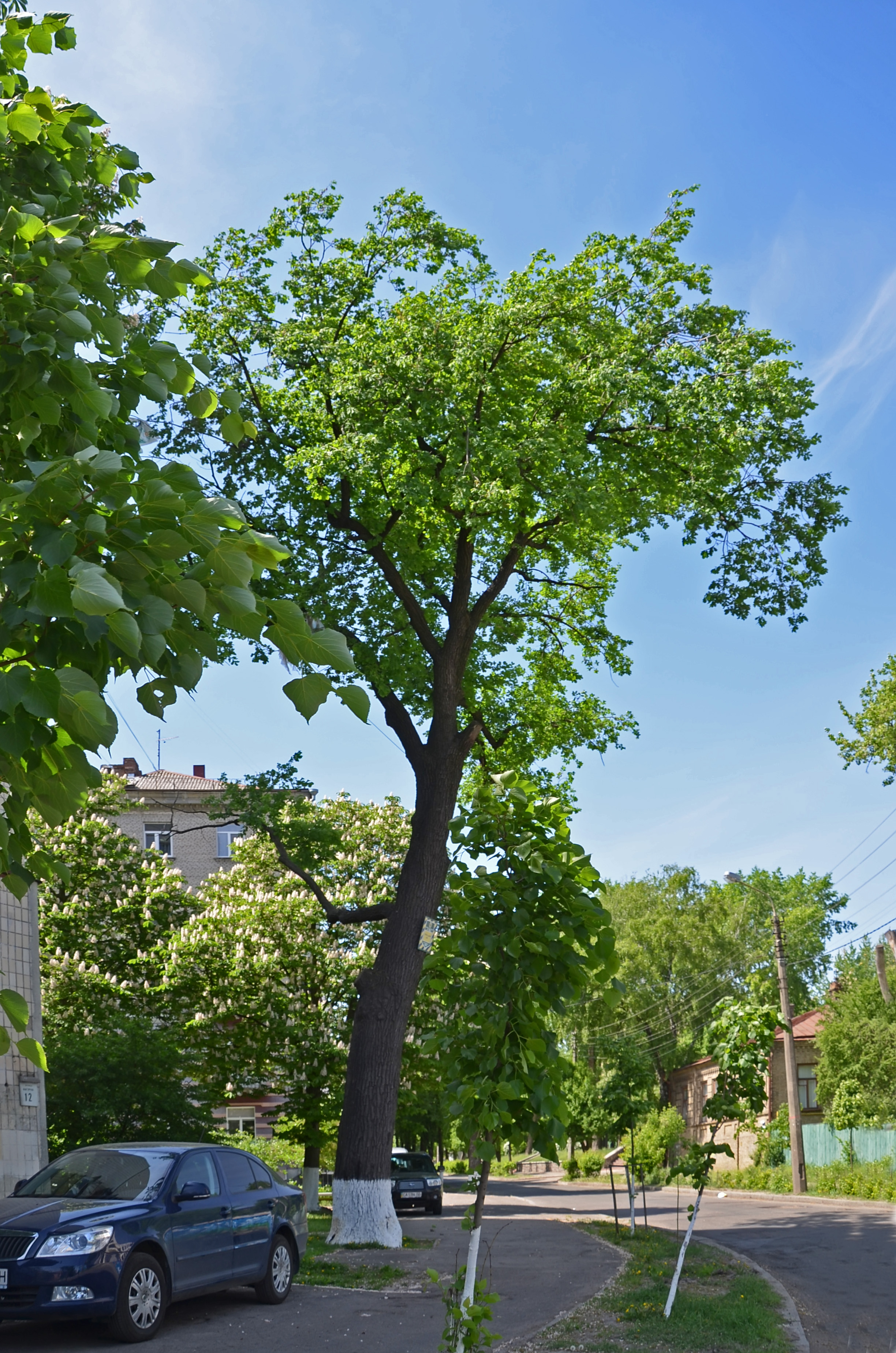
Татарський дуб. 12 травня 2013 року
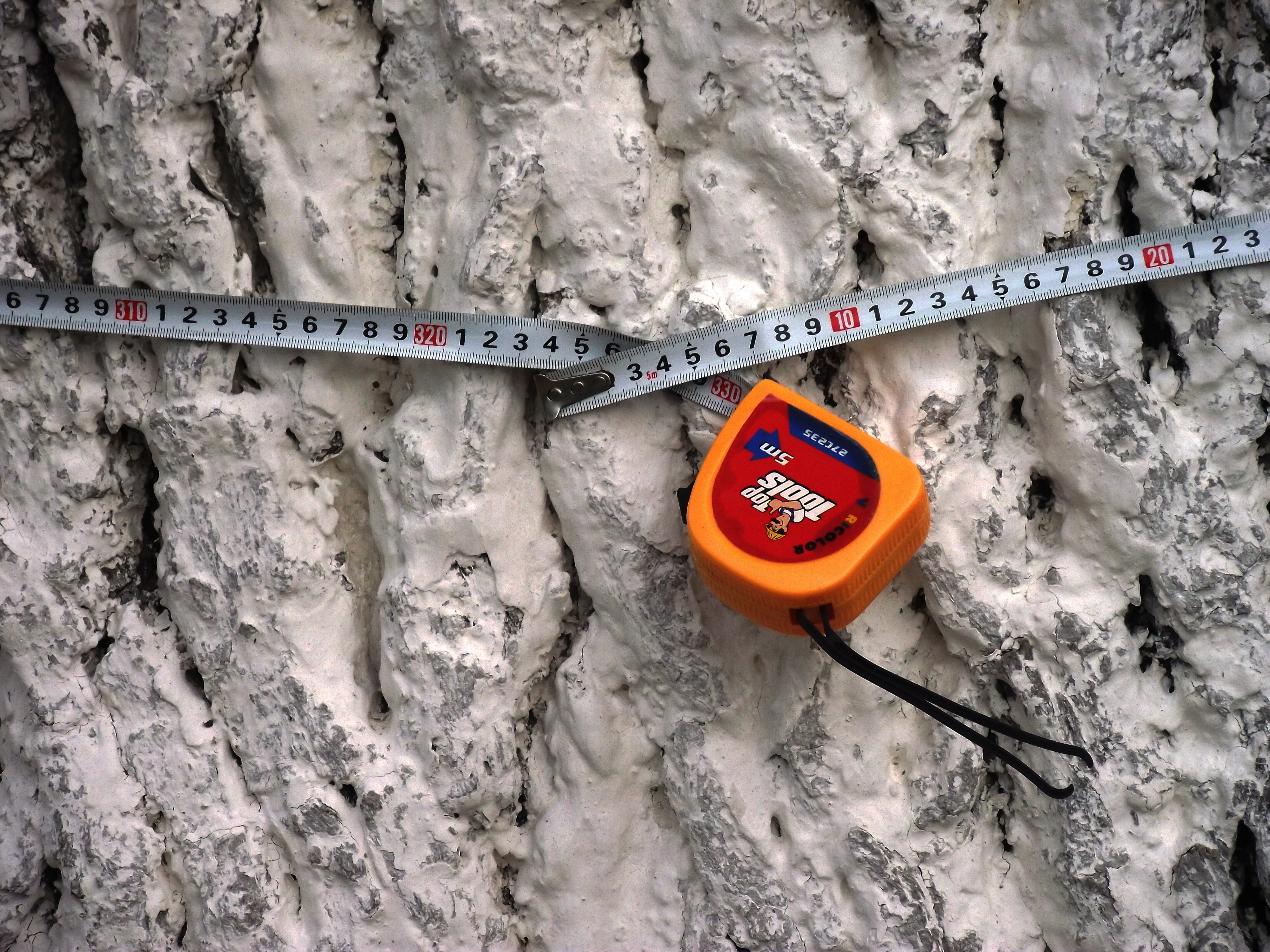
Татарський дуб. 9 травня 2014 року